# Katastralgemeinde Labegg
Die Katastralgemeinde Labegg (im 19. Jahrhundert auch Labeck) ist eine von fünf Katastralgemeinden der Gemeinde Brückl im Bezirk Sankt Veit an der Glan in Kärnten. Sie hat eine Fläche von 72,26 ha.
Die Katastralgemeinde gehört zum Sprengel des Vermessungsamtes Klagenfurt.

## Lage
Die kleine Katastralgemeinde liegt im Norden der Gemeinde Brückl, im Südosten des Bezirks Sankt Veit an der Glan. Landschaftlich umfasst sie einen Teil des südlichen Görtschitztals sowie die östlichen Abhänge des Brückler Berglands. Die Katastralgemeinde erstreckt sich über eine Höhenlage von 506 m ü. A. am Südrand der Katastralgemeinde bis zu 705 m ü. A. an den Hängen im Westen.

## Ortschaften
Auf dem Gebiet der Katastralgemeinde Labegg liegt die Ortschaft Labegg.

## Vermessungsamt-Sprengel
Die Katastralgemeinde gehört seit 1. Jänner 1998 zum Sprengel des Vermessungsamtes Klagenfurt. Davor war sie Teil des Sprengels des Vermessungsamtes St. Veit an der Glan.

## Geschichte
Die kleine Katastralgemeinde verdankt ihre Existenz wohl der schon im 14. Jahrhundert zerstörten Burg Labegg. Ende des 18. Jahrhunderts wurden die Kärntner Steuergemeinden (später: Katastralgemeinden) gebildet und Steuerbezirken zugeordnet. Die Steuergemeinde Labegg wurde Teil des Steuerbezirks Eberstein.
Im Zuge der Reformen nach der Revolution 1848/49 wurden in Kärnten die Steuerbezirke aufgelöst und Ortsgemeinden gebildet, die jeweils das Gebiet einer oder mehrerer Steuergemeinden umfassten. Die Steuer- bzw. Katastralgemeinde Labegg wurde Teil der Gemeinde St. Johann, die 1915 in Brückl umbenannt wurde. Die Größe der Katastralgemeinde wurde 1854 mit 126 Österreichischen Joch und 1.129 Klaftern (ca. 73 ha, also etwa die heutige Fläche) angegeben; damals lebten 89 Personen auf dem Gebiet der Katastralgemeinde.
Die Katastralgemeinde Labegg gehörte ab 1850 zum politischen Bezirk Sankt Veit an der Glan und zum Gerichtsbezirk Eberstein. Von 1854 bis 1868 gehörte sie zum Gemischten Bezirk Eberstein. Seit der Reform 1868 ist sie wieder Teil des politischen Bezirks Sankt Veit an der Glan, zunächst als Teil des Gerichtsbezirks Eberstein, seit dessen Auflösung 1978 als Teil des Gerichtsbezirks St. Veit an der Glan.